# Danny Harris
Daniel „Danny“ Lee Harris (* 7. September 1965 in Torrance) ist ein ehemaliger US-amerikanischer 400-Meter-Hürdenläufer.

## Sportliche Laufbahn
Harris nahm an den Olympischen Spielen 1984 in Los Angeles teil, bei denen er in 48,13 Sekunden hinter Edwin Moses die Silbermedaille gewann. Seine im Vorlauf aufgestellte Zeit von 48,02 Sekunden ist weiterhin aktueller Junioren-Weltrekord (Stand 18. März 2009).
Harris war derjenige Läufer, der 1987 in Madrid die elfjährige und über 122 Rennen andauernde Siegesserie von Edwin Moses über 400 Meter Hürden beendete. Bei den Weltmeisterschaften 1987 in Rom belegte er in einem denkwürdigen Endlauf 2 Hundertstelsekunden hinter Moses, zeitgleich mit dem drittplatzierten Deutschen Harald Schmid, in 47,48 Sekunden Rang zwei.
1988 verpasste Harris die Teilnahme an den Olympischen Spielen in Seoul, da er bei den US-Meisterschaften nicht unter die besten drei kam. Seine Bestzeit stellte Harris 1991 in Lausanne mit 47,38 Sekunden auf. Er rangiert mit seiner Bestleistung auf Rang 12 der ewigen Weltbestenliste. Im gleichen Jahr belegte er bei den Weltmeisterschaften in Tokio Rang fünf.
Durch einen Dopingtest 1992 wurde die Einnahme von Kokain festgestellt, weswegen er sich in Therapie begab. Er erhielt eine Sperre von vier Jahren, die später auf zwei Jahre verkürzt wurde.
Nach einer Gefängnisstrafe und Obdachlosigkeit half ihm die Organisation Midnight Mission in Los Angeles vom Drogenkonsum loszukommen. Seitdem er 2006 clean wurde, arbeitet er selbst für diese Organisation.
Bei einer Größe von 1,83 m betrug sein Wettkampfgewicht 77 kg.